# Halityle regularis
Genre
Espèce
Halityle regularis, unique représentant du genre Halityle, est une espèce d'étoiles de mer tropicales de la famille des Oreasteridae.

## Description et caractéristiques
C'est une grosse étoile au corps subpentagonal et très rebondi, en forme de coussin ; adulte, elle mesure entre 25 et 40 cm de diamètre, pour une quinzaine de centimètres d'épaisseur. Sa couleur est variable, mais le plus souvent de rose à violette en passant par le bordeaux (mais bleue sombre sous l'eau sans éclairage artificiel), avec des papilles respiratoires blanchâtres ou grisâtres réparties en plaques géométriques, unie ou parfois bariolée. Dans l'ouest de l'océan Indien, elle est plutôt rose avec des bras crème, voire parfois entièrement crème. 
Elle ressemble énormément à ses cousines du genre Culcita, mais s'en distingue par des bras plus prononcés et angulaires (en triangles), un motif réticulé plus géométrique sur la face aborale, et surtout un motif pentagonal autour de la bouche (sur la face orale, donc), formé de 5x4 plaques (parfois 8) en forme de losanges bleus bordées de jaune vif. Les autres plaques de la face orale sont elles aussi plus ou moins quadrangulaires, et de disposition régulière, contrairement aux plaques bosselées et irrégulières des Culcita.

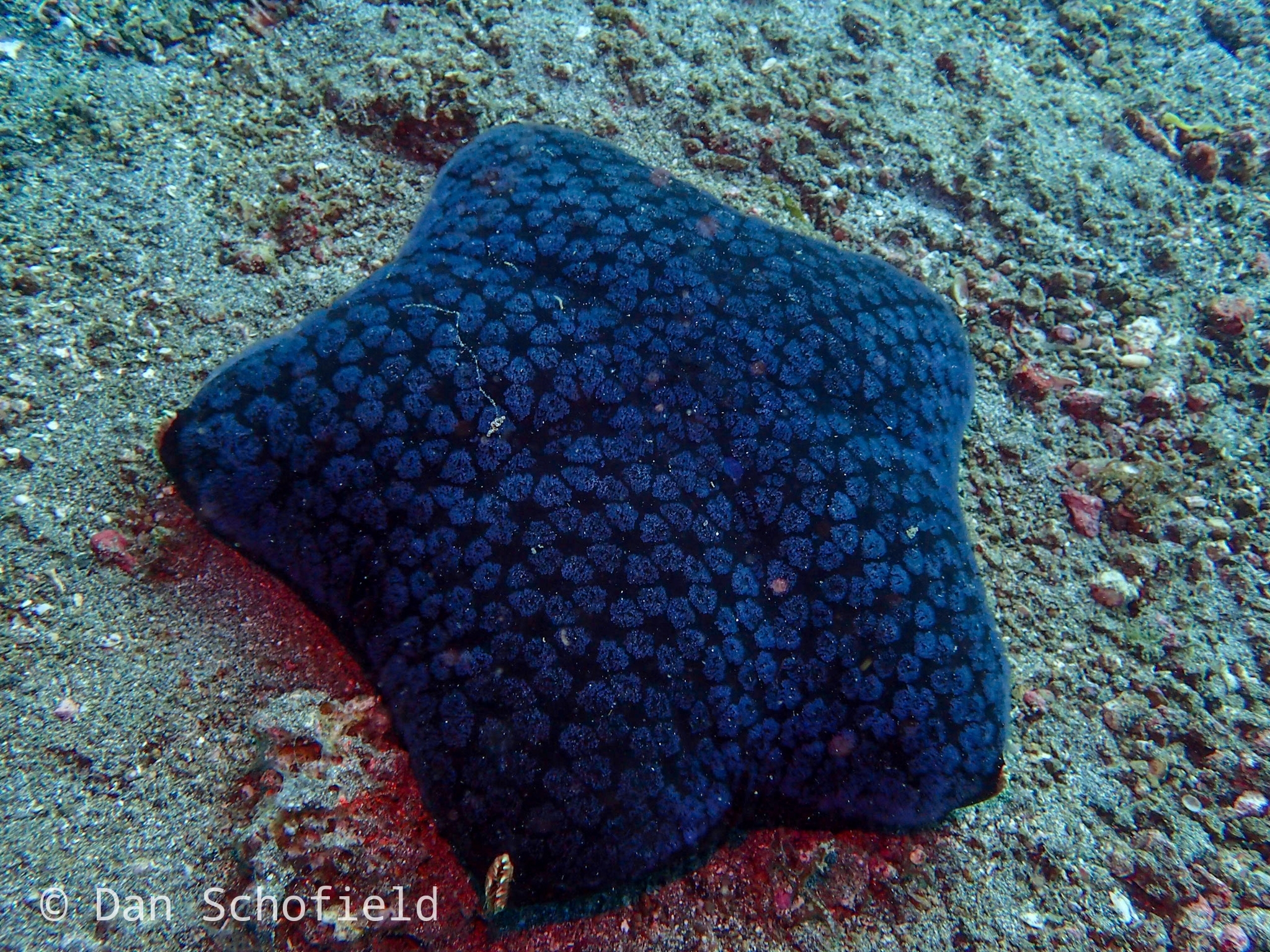
Individu typique (sans lumière artificielle).
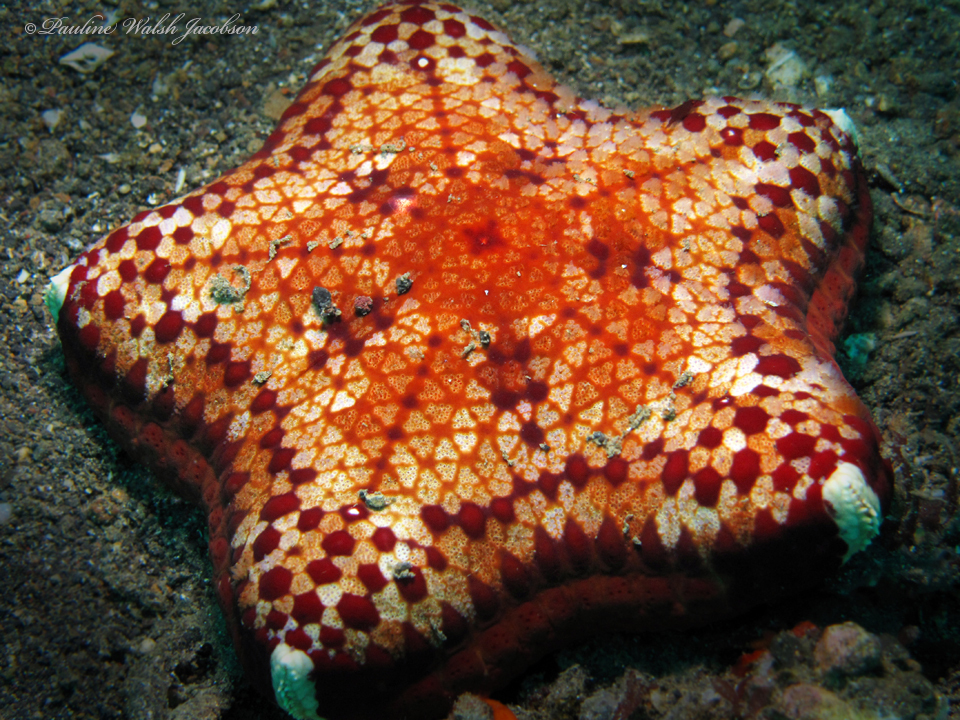
Individu bariolé.
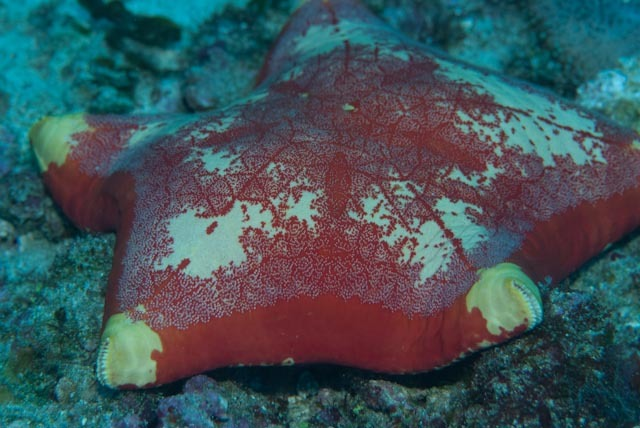
Forme de l'océan indien.
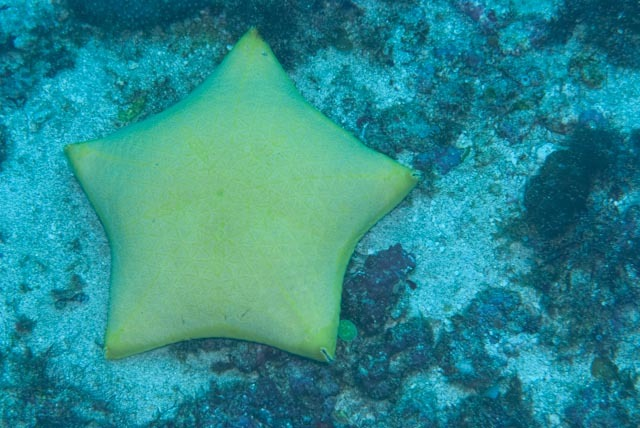
Forme indienne crème.
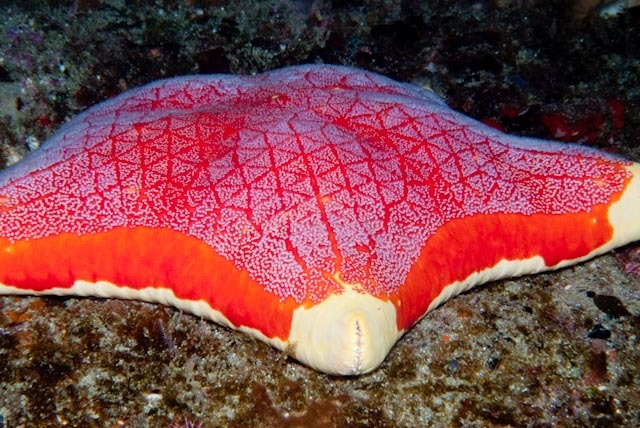
Forme indienne, de profil.
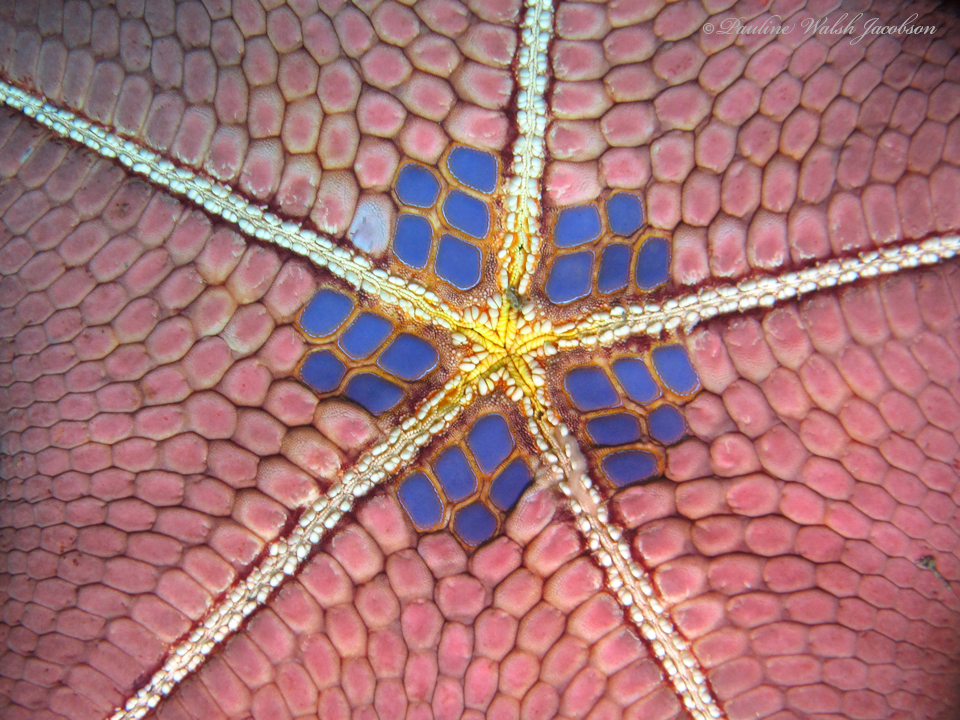
Gros-plan sur les plaques bleues caractéristiques entourant la bouche.
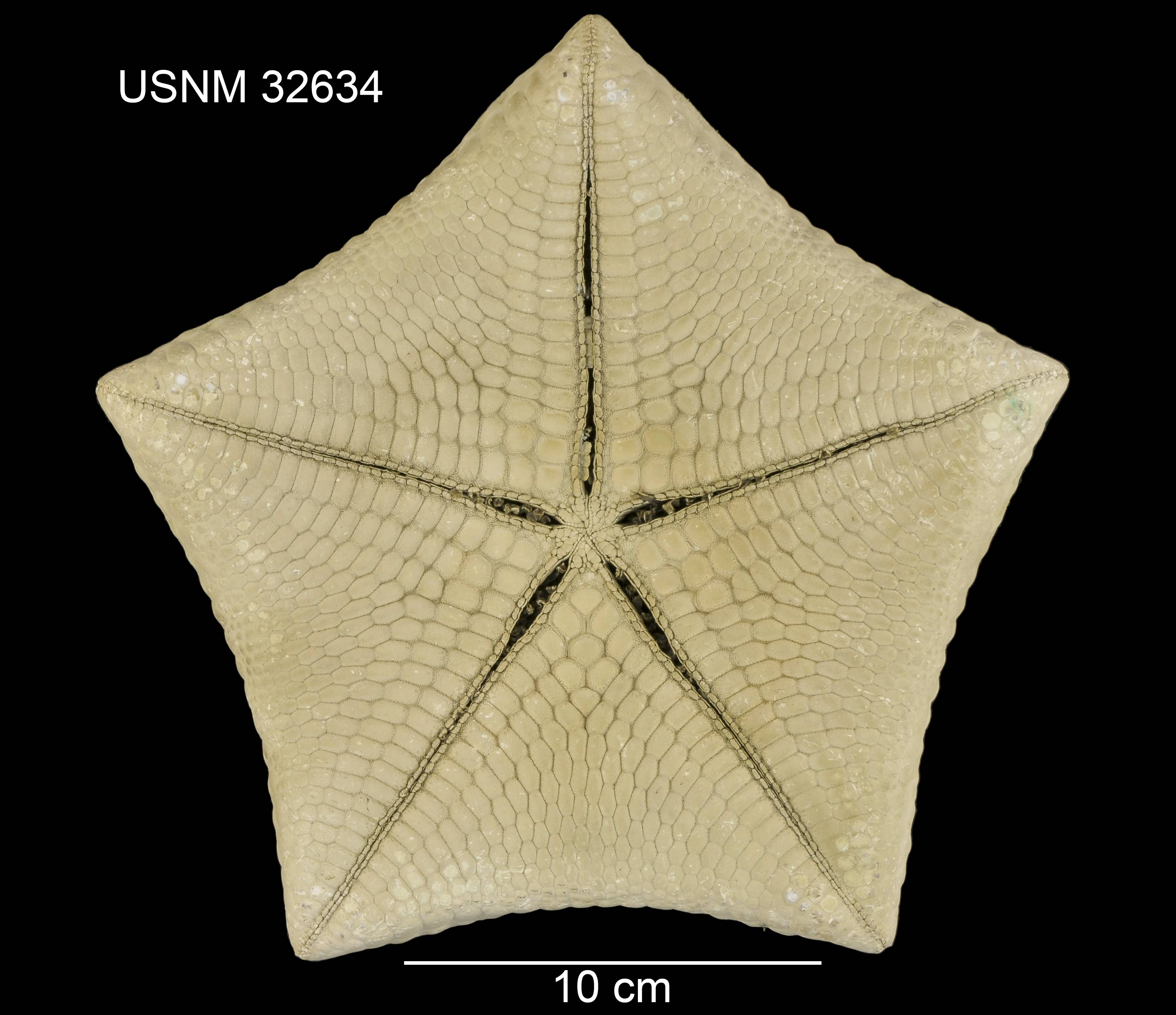
Face orale d'un spécimen séché.
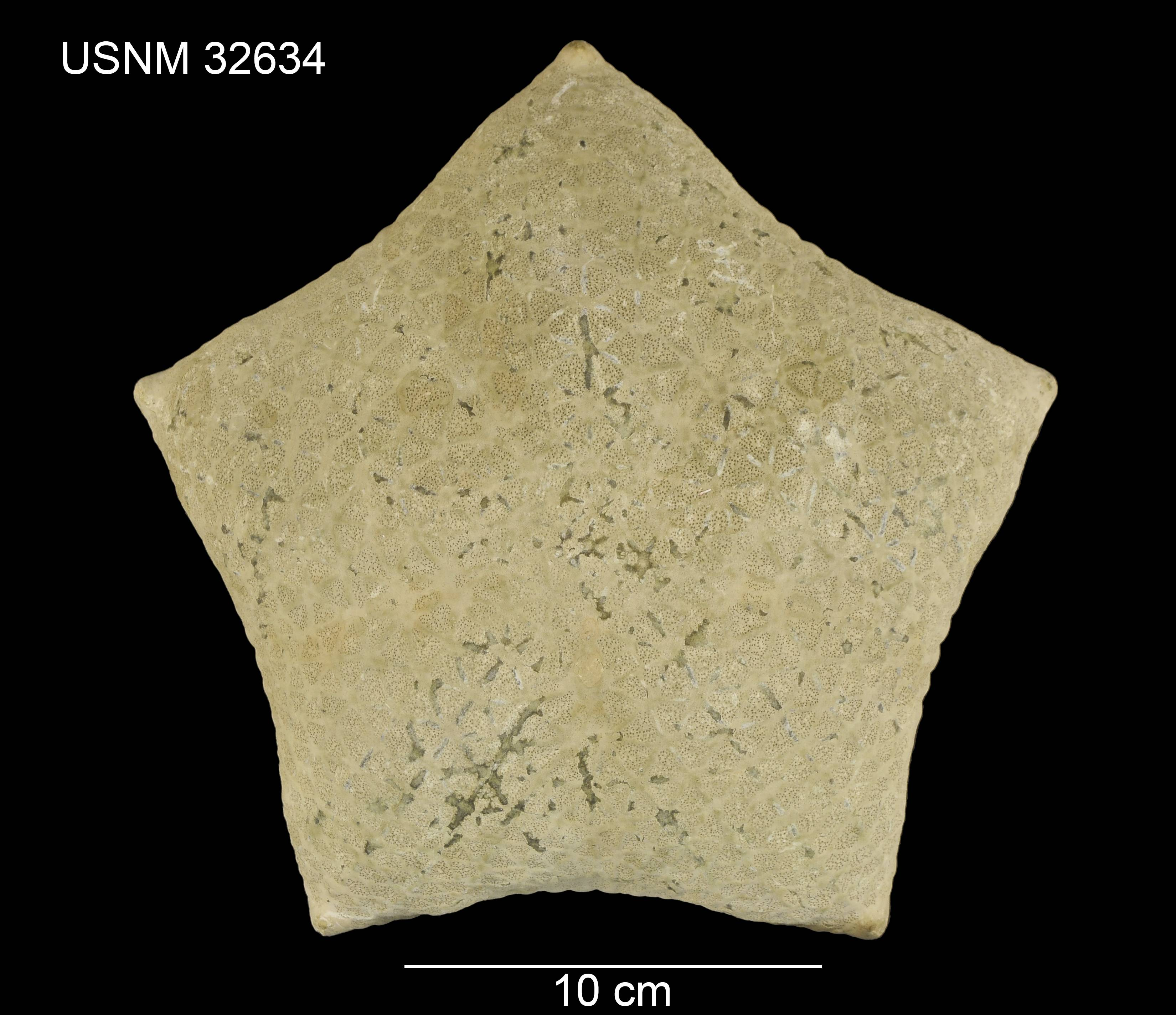
Face aborale d'un spécimen séché (holotype)

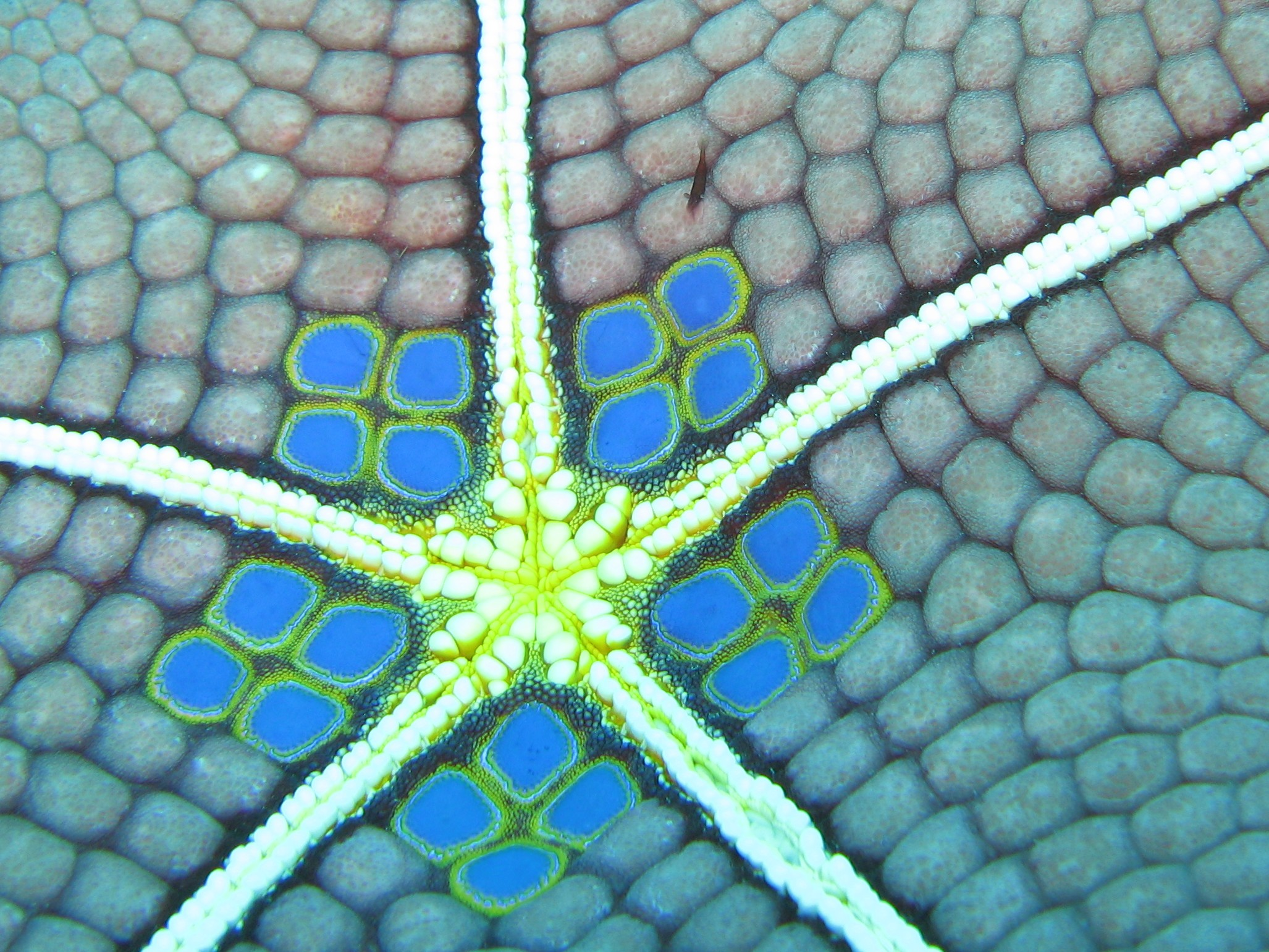
La face orale caractéristique d'une Halityle regularis, avec une petite crevette symbiotique Periclimenes soror.

## Habitat et répartition
Cette étoile est assez rare localement, mais peut être rencontrée dans tout l'Indo-Pacifique tropical, de la côte est-africaine à la Nouvelle-Calédonie. On la trouve entre 3 et 90 m de profondeur, voire jusqu'à 275 m,.